# Frederick Chapman Robbins

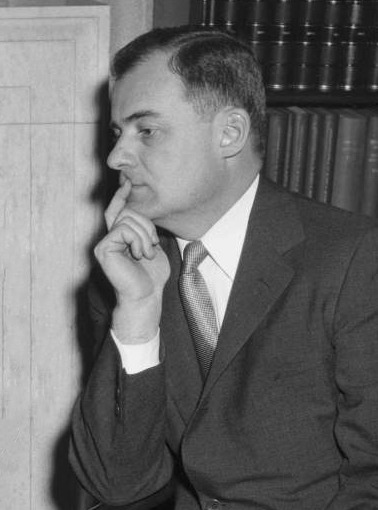
Frederick Chapman Robbins 1954

Frederick Chapman Robbins (* 25. August 1916 in Auburn, Alabama, USA; † 4. August 2003 in Cleveland, Ohio, USA) war ein US-amerikanischer Mikrobiologe und Kinderarzt. Er erhielt 1954 den Nobelpreis für Physiologie oder Medizin.

## Leben
Robbins wurde als Sohn der beiden Botanik-Professoren William J. und Christine Robbins geboren. Er entschied sich schon früh für die Medizin und nahm nach seinem Highschool-Abschluss das Studium an der University of Missouri auf. 1938 erhielt er den Bachelor’s Degree und setzte seine Studien an der Harvard Medical School in Cambridge (Massachusetts) fort. 1940 wurde er dort promoviert und als Bakteriologe am zentralen Kinderkrankenhaus in Boston angestellt. Während des Zweiten Weltkrieges arbeitete er in Armeediensten ab 1942 als Leiter der Abteilung für Virus- und Rickettsiae-Erkrankungen des 15th Medical General Laboratory in Nordafrika, in den USA und in Italien an der Erforschung von Hepatitis B, Typhus und Q-Fieber.
Nach seiner Heirat mit Alice Northrop setzte er seine Arbeit am Kinderkrankenhaus fort und stieß zur Forschungsgruppe von John Franklin Enders und Thomas Huckle Weller, die sich mit Infektionskrankheiten beschäftigte. Hier war man in der Lage, Kulturen mit dem Poliovirus zu erzeugen. Dies führte zur Schaffung eines Impfstoffs für die Kinderlähmung. Dafür erhielt er zusammen mit Enders und Weller 1954 den Nobelpreis für Medizin. Die American Philosophical Society zeichnete ihn 1999 mit ihrer Benjamin Franklin Medal aus.
Bis zu seinem Tod am 4. August 2003 arbeitete er als Professor (emeritus) für Pädiatrie an der Case Western Reserve University School of Medicine (Cleveland). Er war Mitglied der National Academy of Sciences, 1962 wurde er in die American Academy of Arts and Sciences gewählt.